# 37-а СС доброволческа кавалерийска дивизия Лютцов
37-а СС доброволческа кавалерийска дивизия „Лютцов“ (на немски: 37 SS-Freiwilligen-Kavallerie-Division „Lützow“) е сформирана близо до Мархфелд (на унгарско-словашката граница) през февруари 1945 г. Личният състав на дивизията е набран от остатъците на две други дивизии – 22-ра СС доброволческа кавалерийска дивизия „Мария Тереза“ и 8-а СС кавалерийска дивизия „Флориан Гайер“, разбити в битката за Будапеща, както и от известен брой унгарски фолксдойче. Кръстена е в чест на героя от войните с Наполеон – Адолф фон Лютцов, който в началото на XIX век води партизанска война против френската армия.

## Военни действия
През март 1945 г. дивизията все още не е готова за воденето на бойни действия. Все пак бойна група „Лютцов“, сформирана от ветерани от боеспособните подразделения на дивизията, е изпратена в състава на 6-а СС танкова армия. Отряд под командването на СС оберщурмбанфюрера Карл Хайнц Кайтел (син на началник-щаба на ОКВ – фелдмаршал Вилхелм Кайтел) пристига на 4 април. Подчинената на 1-ва СС дивизия Лайбщандарт СС „Адолф Хитлер“ от 1-ви танков корпус бойна група на Кайтел, отстъпвайки през Унгария към Австрия, участва в ожесточени боеве с настъпващите части на Червената армия. През май 1945 г. някои подразделения са пленени от съветските войски, а други отиват на запад, за да се предадат на настъпващите американци.
Някои от войниците от състава на дивизията взимат участие в масовото бягство от лагера за военнопленници в Алтхайм на 13 май 1945 г. Бягството е предприето, след като от лагера са освободени редовните части на Вермахта и са оставени само войниците от СС.

### Командири
- СС оберфюрер Валдемар Фегелайн (26 февруари – март 1945 г.)
- СС щандартенфюрер Карл Гезеле (март – май 1945 г.)